# Yelena Belova
Yelena Novikova-Belova –en ruso, Еле́на Новикова-Бело́ва– (Sovetskaya Gavan, URSS, 28 de julio de 1947) es una deportista soviética que compitió en esgrima, especialista en la modalidad de florete.
Participó en cuatro Juegos Olímpicos de Verano entre los años 1968 y 1980, obteniendo en total seis medallas: dos oros en México 1968, oro en Múnich 1972, oro y bronce en Montreal 1976 y plata en Moscú 1980. Ganó doce medallas en el Campeonato Mundial de Esgrima entre los años 1969 y 1979.

## Palmarés internacional
| Juegos Olímpicos   | Juegos Olímpicos          | Juegos Olímpicos  | Juegos Olímpicos    |
| Año                | Lugar                     | Medalla           | Prueba              |
| ------------------ | ------------------------- | ----------------- | ------------------- |
| 1968               | Ciudad de México (México) | Medalla de oro    | Florete individual  |
| 1968               | Ciudad de México (México) | Medalla de oro    | Florete por equipos |
| 1972               | Múnich (RFA)              | Medalla de oro    | Florete por equipos |
| 1976               | Montreal (Canadá)         | Medalla de oro    | Florete por equipos |
| 1976               | Montreal (Canadá)         | Medalla de bronce | Florete individual  |
| 1980               | Moscú (URSS)              | Medalla de plata  | Florete por equipos |
| Campeonato Mundial |                           |                   |                     |
| Año                | Lugar                     | Medalla           | Prueba              |
| 1969               | La Habana (Cuba)          | Medalla de oro    | Florete individual  |
| 1969               | La Habana (Cuba)          | Medalla de plata  | Florete por equipos |
| 1970               | Ankara (Turquía)          | Medalla de oro    | Florete por equipos |
| 1970               | Ankara (Turquía)          | Medalla de plata  | Florete individual  |
| 1971               | Viena (Austria)           | Medalla de oro    | Florete por equipos |
| 1973               | Gotemburgo (Suecia)       | Medalla de plata  | Florete por equipos |
| 1974               | Grenoble (Francia)        | Medalla de oro    | Florete por equipos |
| 1975               | Budapest (Hungría)        | Medalla de oro    | Florete por equipos |
| 1977               | Buenos Aires (Argentina)  | Medalla de oro    | Florete por equipos |
| 1977               | Buenos Aires (Argentina)  | Medalla de plata  | Florete individual  |
| 1978               | Hamburgo (RFA)            | Medalla de oro    | Florete por equipos |
| 1979               | Melbourne (Australia)     | Medalla de oro    | Florete por equipos |